# تیم ملی والیبال مردان الجزایر
تیم ملی والیبال مردان الجزایر تیم ملی والیبال مردان کشور الجزایر است.

## نتایج

### بازی‌های المپیک تابستانی
۱۹۹۲ — جایگاه ۱۲ام